# 大内仁
大内 仁（おおうち まさし、1943年9月28日 - 2011年6月6日）は、福島県郡山市出身の元重量挙げ選手でのちにコーチ。オリンピック重量挙げで2大会連続男子ミドル級メダリスト。
福島県立小名浜水産高等学校（現在の福島県立いわき海星高等学校）－法政大学－警視庁

## 主な競技成績
- 1964年東京オリンピック（兼世界選手権）ミドル級銅メダル
- 1968年メキシコシティーオリンピック（兼世界選手権）ミドル級銀メダル
- 1969年ウエイトリフティング世界選手権ライトヘビー級金メダル
- 1966年アジア競技大会ライト級金メダル
- 1970年アジア競技大会ライトヘビー級金メダル
- 全日本ウエイトリフティング選手権大会優勝9回（第24回、第26回－第32回、34回）[2]
- 国民体育大会ウエイトリフティング競技優勝10回（第18回－第22回、第24回-第25回、第28回－第30回）[3]

## ドーピング
1974年アジア競技大会では、ミドルヘビー級に出場し優勝を決めるが、ドーピング検査により禁止薬物が検出された。日本選手団本部は実行委員会に抗議したものの、最終決定は覆らず、結局は金メダルを剥奪され1年間の出場停止処分を受けることになってしまった。